# Muškarci koji mrze žene
 Ovo je glavno značenje pojma Muškarci koji mrze žene. Za druga značenja pogledajte Muškarci koji mrze žene (razdvojba).
Muškarci koji mrze žene (šve. Män som hatar kvinnor) je kriminalistički roman švedskog pisca i novinara Stiega Larssona. To je prvi roman iz trilogije Millennium, izdan 2005. godine, nakon autorove smrti.

## Radnja
Mikael Blomkvist, novinar i suvlasnik časopisa Millennium, upravo je izgubio parnicu u kojoj je optužen za klevetu, a koju je protiv njega vodio industrijalist i milijarder Hans-Erik Wennerström. Osuđen je na zatvorsku kaznu u trajanju od tri mjeseca i plaćanje odštete. Zbog toga odlučuje dati ostavku u časopisu. Ubrzo nakon toga, na sastanak ga poziva Henrik Vanger, bivši izvršni direktor obiteljske korporacije Vanger, koji je u mirovini. Blomkvist se nevoljko nalazi s Vangerom, ali ne može odbiti njegovu ponudu: dat će mu dokaze protiv Wennerströma ako on zauzvrat pokuša riješiti misterij nestanka njegove nećakinje, Harriet Vanger. Harriet je nestala 1966. na godišnjem okupljanju obitelji na otoku Hedebyju, a Henrik vjeruje da ju je ubio netko od članova obitelji, zato što je u vrijeme njezinog nestanka otok bio odsječen od svijeta zbog prometne nesreće na mostu. Blomkvist prihvaća posao, seli se na Hedeby i počinje sa svojim istraživanjem i pritom upoznaje ostale članove obitelji koji tu žive.
Lisbeth Salander radi kao istraživač za tvrtku Milton Security. Hakerica, neobičnog izgleda, šutljiva i asocijalna, svakako nije tipični zaposlenik tvrtke. Kao djevojčica je proglašena nesposobnom i povjerena je na skrb odvjetniku Holgeru Palmgrenu, s kojim je tijekom vremena razvila prijateljski odnos. Kada Palmgren doživi moždani udar, država joj dodjeljuje novog skrbnika, odvjetnika Nilsa Bjurmana. Za Lisbeth se sve mijenja, jer se ispostavlja da je Bjurman sve samo ne uzorni državni službenik. Koristeći svoju moć, seksualno je zlostavlja, a sve kulminira jedne večeri kada je brutalno siluje. Lisbeth, koja nema povjerenja u državu i njene institucije, odlučuje stvari uzeti u svoje ruke i osvetiti se.
Kada Blomkvist odluči da mu treba pomoćnik u istraživanju, Vangerov odvjetnik mu predloži Lisbeth. Tada doznaje da je ona već istraživala njegovu prošlost, nakon čega je zamoli da mu pomogne što ona i prihvaća. S vremenom počinju shvaćati da istražuju ne samo nestanak Harriet Vanger, nego cijeli niz brutalnih ubojstava, odnosno da traže serijskog ubojicu. Sumnja pada na Gottfrieda Vangera, Henrikovog brata. Jedne večeri Blomkvist odlazi do kuće Martina Vangera, sadašnjeg izvršnog direktora korporacije i Gottfriedovog sina. Martin ga ispred kuće napada i odvodi u svoj podrum, za koji se ispostavlja da je precizno uređena prostorija za mučenje i ubijanje. Martin odlučuje sve ispričati Blomkvistu, prije nego i njega samoga ubije. Tako saznajemo da ga je silovanjima i ubojstvima naučio otac, koji je seksualno zlostavljao i njega i Harriet. Ipak, tvrdi da nije ubio sestru. U trenutku kada se Martin sprema ubiti Mikaela, pronalazi ih Lisbeth i uspijeva ga spasiti. Martin bježi u automobilu, a Lisbeth kreće u potjeru. Tijekom jurnjave, Martin gubi kontrolu nad automobilom i pogiba.
I dalje u potrazi za Harriet Vanger, Mikael i Lisbeth slijede trag koji ih odvodi do Anite Vanger, koja živi u Londonu. Tamo saznaju da je Harriet živa i da živi u Australiji, pod Anitinim imenom. Blomkvist odlazi do nje i Harriet mu ispriča kako je pobjegla jer su je i otac i brat zlostavljali, sve dok nije ubila oca. Na Blomkvistov nagovor, vraća se u Švedsku i sve priznaje Henriku.
Ispostavlja se da su dokazi koje je Henrik Vanger obećao Blomkvistu neiskoristivi. Budući da je Lisbeth vrhunska hakerica, provaljuje u Wennerströmovo računalo i daje mu sve potrebne dokaze, pritom uzimajući novac s njegovog tajnog računa. Časopis Millennium tiska priču o korupciji i Wennerströmov ugled je uništen. Šest mjeseci kasnije pronalaze ga mrtvog u Španjolskoj.

## Likovi
- Mikael Blomkvist – novinar i suvlasnik časopisa Millennium
- Lisbeth Salander – hakerica, radi za Millton Security kao istraživač
- Hans-Erik Wennerström – korumpirani industrijalac
- Robert Lindberg – bankar, izvor za priču koja je Blomkvista dovela na sud
- Monica Abrahamsson – bivša Blomkvistova žena
- Pernilla Abrahamsson – njihova kćer
- Erika Berger – glavna urednica i suvlasnica Millenniuma, Blomkvistova dugogodišnja ljubavnica
- Christer Malm – grafički urednik i suvlasnik Millenniuma
- Dirch Frode – odvjetnik, radio za korporaciju Vanger, sada ima samo jednog klijenta, Henrika Vangera
- Dragan Armanskij – izvršni direktor Milton Securityja
- Agneta Sofia Salander – Lisbethina majka
- Holger Palmgren – Lisbethin odvjetnik i skrbnik
- Nils Bjurman – Lisbethin odvjetnik i skrbnik nakon Palmgrena
- Henrik Vanger – bivši izvršni direktor korporacije Vanger, sada u mirovini
- Harriet Vanger – Henrikova nećakinja
- Martin Vanger – izvršni direktor korporacije Vanger, Harrietin brat
- Gottfried Vanger – Martinov i Harrietin pokojni otac
- Isabella Vanger – supruga Gottfrieda Vangera, majka Martina i Harriet
- Cecilia Vanger – kćer Haralda Vangera, Henrikova nećakinja
- Anita Vanger – Cecilijina sestra
- Birger Vanger – Cecilijin i Anitin brat
- Harald Vanger – Henrikov brat, član švedskog nacističkog pokreta
- Gustaf Morell – umirovljeni policijski inspektor, vodio istragu kada je Harriet nestala
- Plague – haker/genijalac
- Anna Nygren – domaćica Henrika Vangera
- Gunnar Nilsson – nadglednik Henrikovog imanja

## Nagrade
Roman je 2006. dobio nagradu "Zlatni ključ" za najbolji nordijski kriminalistički roman, 2008. osvojio je britansku "Crime Thriller" nagradu za najbolji strani roman. Još dvije nagrade osvaja 2009. godine, a to su nagrade "Macavity" i  "Anthony" za najbolji debitantski roman.

## Adaptacije
Po romanu su snimljena dva filma: švedski Muškarci koji mrze žene (Män som hatar kvinnor) iz 2009. kojeg je režirao Niels Arden Oplev, a glavne uloge tumače Noomi Rapace i Michael Nyqvist, te američki Muškarci koji mrze žene (The Girl With The Dragon Tattoo) iz 2011. godine, u režiji Davida Finchera u kojem glavne uloge tumače Rooney Mara i Daniel Craig.

## Vanjske poveznice
- Službena stranica švedskog izdavača (engl.)